# Nationaal park Mont Péko
Het Nationaal park Mont Péko (Frans: Parc national du Mont Péko) is een beschermd natuurgebied in het westen van Ivoorkust in de regio Guémon. Het nationaal park werd opgericht in 1968 een heeft een oppervlakte van 340 km². Het terrein van het park is relatief vlak en ligt op een hoogte tussen 300 en 500 meter. In het noorden liggen drie inselbergen: Mont Péko (1.010 m, waarnaar het park is genoemd), Mont Kahoué (1.115 m) en Mont Guéhi (918 m). Het park grenst aan de linkeroever van de Sassandra. 
Het park bestaat uit tropisch woud, maar vooral na 2002 heeft het te lijden gekregen van illegale houtkap en aangestoken branden. Anno 2020 bestond nog maar een derde van het park uit primair woud. Het park herbergt zeldzame plantensoorten waaronder Chrysophyllum azaguieanum, vogelsoorten waaronder Picarthates gymnocephalus, en zoogdiersoorten waaronder chimpansees en bosolifanten.